# انتصار الموت
انتصار الموت هي لوحة زيتية للرسام الفلامنكي بيتر بروخل الأكبر رسمها حوالي 1562.اللوحة معروضة حالياً في متحف ديل برادو.